# Sankt Marienkirchen bei Schärding
Sankt Marienkirchen bei Schärding es una localidad del distrito de Schärding, en el estado de Alta Austria, Austria, con una población estimada a principio del año 2018 de 1832 habitantes. 
Se encuentra ubicada al norte del estado, cerca de la frontera con Alemania y de los ríos Danubio y Eno —un afluente derecho del primero—.